# Boris Bandov
Boris Bandov (Grgurići kod Livna, 23. studenoga 1953.) bivši je američki nogometaš i nogometni trener rođen u BiH.
Nakon djetinstva odselio u Sjedinjene Američke Države.
Nogometnu karijeru započeo 1974. godine u klubu San Jose Earthquakes. 
Od 1979. – 1982. igrao za New York Cosmos. 
33 puta nastupio za reprezentaciju SAD-a. (1976. – 1983.). 
Trener je juniora FC Westchester.